# Мецово
 Тази статия е за града в Гърция.  За административната единица вижте Мецово (дем).  
Мецово или Мечово (на гръцки: Μέτσοβο, катаревуса: Μέτσοβον, Мецовон, на арумънски: Aminciu, Аминчиу, на албански: Meçova, Мечова) е град в Република Гърция, област Епир, център на дем Мецово. Градът има население от 3195 души, предимно армъни.

## География и етимология
Мецово е разположен в проход на Северен Пинд по пътя от Янина за Гревена. Непосредствено под Мецово минава най-високата част на гръцката магистрала A2.
Градът е известен с разположения в непосредствена близост ски център.
Северозападно от Мецово се намира планината Мицикели, което наименование е новогръцки превод на славянобългарското – Меча бърлога.
В края на XIX век няколко граждани на Мецово правят значително дарение за висшето техническо училище в Атина, което оттогава се нарича Мецовска политехника.

## История
Мецово е център на пиндските куцовласи. Традиционното занимание на неговите жители е овцевъдството. В миналото летните пасища на пастирите от Мецово са се намирали в равнините на Тесалия и по-рядко в – Епир и Македония.

## Личности
Родени в Мецово
- Адам Запекос (1787 – ?), гръцки просветен деец
- Анастасиос Манакис (1785 -1864), гръцки революционер
- Василе Диаманди, арумънски политически деец, директор на румънското търговско училище в Солун[1]
- Георгиос Аверов (1815 – 1899), гръцки бизнесмен и филантроп
- Димитрие Козакович (1790 – 1868), румънски просветен деец
- Димитраки чорбаджи, спомоществувател на българското просветно дело в Търновска каза през Възраждането[2]
- Николаос Стурнарис (? – 1826), гръцки революционер
- Стерие Диаманди (1897 – 1981), арумънски историк и есеист[1][3]
- Стерьо Флока (16 век), полулегендарен водач на мецовчани

Други
- Евангелос Аверов (1910 – 1990), гръцки политик, по произход от Мецово